# Heinz Dunkhase
Heinz Dunkhase (født 12. oktober 1928 i Hamburg, død 3. august 1987 i Hamburg) var en tysk instruktør, som formentlig mest er kendt for at have været instruktør på den tyske tv-optagelse af sketchen 90-års fødselsdagen i 1963. 
I 1960'erne optog han flere film i England. Hans interesse for England og den engelske levevis opstod i 1930'erne, da hans familie på grund af de tiltagende kunstneriske begrænsninger under det nazistiske regime emigrerede til Storbritannien.